# Paczków (stacja kolejowa)
Paczków – stacja kolejowa w Paczkowie, w województwie opolskim, w Polsce.
W 2010 roku zlikwidowano połączenia osobowe, odbywał się tylko ruch towarowy. W 2013 i 2016 roku starano się o przywrócenie połączeń osobowych, jednakże bez pozytywnych skutków. W grudniu 2017 roku w nowym rozkładzie jazdy na 2018 rok, uwzględniono połączenia przez Paczków do Kłodzka, Nysy, Opola oraz Kędzierzyna-Koźla w weekendy, wakacje, ferie i w niektóre święta.

## Ruch pasażerski
W roku 2022 dobowa wymiana pasażerska na stacji wynosiła 0-9 pasażerów.